# Moshé Jaim Luzzatto
Moshé Jaim Luzzatto (en hebreo: רבי משה חיים לוצאטו) (Padua, República de Venecia, 1707- Acre, Imperio otomano, 1747) fue uno de los rabinos italianos más notables de la historia. 

## Introducción
El Rabino Luzzatto fue un filósofo y un cabalista, también es conocido por el acrónimo RAMJAL. Moshe Jaim Luzzatto escribió obras cabalísticas y literarias. Estaba dotado de una memoria casi fotográfica, escribió muchas obras, algunas de las cuales se convirtieron en obras clásicas que trataban sobre la Cábala y la ética. Era sospechoso de ser un seguidor de Shabtai Tzvi, pero fue advertido por sus maestros y colegas. Le ordenaron que dejara de escribir obras cabalísticas. Hacia el final de su vida, se fue a vivir a la Tierra de Israel (Eretz Israel).

## Biografía
Moshé Jaim Luzzatto nació en la ciudad italiana de Padua en 1707. Fue hijo de Jacob y Diamante Luzzatto. El Ramjal fue educado tanto en la tradición hebrea como en la italiana, Luzzatto se formó tanto en la Universidad de Padua como entre los maestros talmúdicos y cabalísticos que residían en el gueto de la ciudad. Uno de los sabios que ejerció una mayor influencia sobre su pensamiento y su obra fue el Rabino Moses Zacuto. Se decía que a los catorce años ya era capaz de recitar de memoria y por completo tanto la Torá como el Talmud. A los veinte años, el Ramjal ya mostraba un profundo conocimiento del Tanaj y el Talmud babilónico, como se hace evidente en sus obras de juventud, como Derej HaShem (El camino de D-os). A los quince años, ya había escrito el Klalut Hailan, un tratado sobre la Cábala que dialogaba con la obra del Rabino Isaac Luria, el Arizal Hakadosh, y trataba de hacerla más  accesible al público.
En 1727 le sucedió al Rabino Luzzatto uno de los acontecimientos que marcaron su vida. Como otros rabinos antes que él, el sabio italiano afirmó haber recibido la visita de un Maguid (un Ángel) acompañado por el profeta Elías, y plasmó su encuentro y sus conversaciones en una serie de textos que preocuparon a los rabinos de su tiempo, los cuales llegaron a amenazarlo con la excomunión, temiendo que se repitiese el episodio vivido un siglo antes con Shabtai Tzvi, quien se autoproclamó el Mesías judío, sembrando enfrentamientos y desconcierto entre las comunidades judías del Mediterráneo.
Como resultado de las presiones recibidas, muchos de sus trabajos fueron quemados, y Luzzatto, por recomendación de su maestro Isaías Bassani, decidió no comunicar las lecciones recibidas del maguid y abandonar Italia. Antes de instalarse en Ámsterdam, donde esperaba encontrar una comunidad más liberal, a su paso por Alemania, la comunidad rabínica alemana lo forzó a declarar por escrito que las supuestas enseñanzas del Maguid eran falsas. En 1740, ya en los Países Bajos, escribió la que es considerada su principal obra, el Mesilat Yesharim (la senda de los rectos), que a pesar de tratarse de una obra sobre la ética, posee un profundo fondo místico. El libro se presenta como una guía para lograr superar la mala inclinación (yetzer hará) y vivir de forma más respetuosa y responsable. A pesar de todas las dificultades y el hostigamiento al que había sido sometido por la comunidad rabínica europea, las inclinaciones místicas de Luzzatto nunca terminaron de desvanecerse. Así, finalmente se trasladó a la ciudad portuaria de Acre, que en aquella época formaba parte del Imperio otomano, para poder transmitir sus conocimientos sobre la Cábala. El Rabino Luzzatto falleció en 1747 en Acre, tres años después de haberse instalado en la ciudad.

## Obras
Este es un listado de las obras literarias del RAMJAL, ordenadas por orden alfabético:
| - Adir Bamarom - Ain Israel - Ain Yaakov - Daat Tevunot - Derech Chochmah - Derej HaShem - Daat Tevunot - Kinat HaShem Tzevaot - Kitzur HaKavanot - Klach Pitchei Chochma - Klalut Hailan - Lashon Limudim | - LaYesharim Tehilla - Maamar HaAgadot - Maamar HaChochma - Maamar HaDin - Maamar HaDrasha - Maamar HaGueulah - Maamar HaIkurim - Maamar HaMerkava - Maamar HaNevuah - Maamar HaShem - Maamar HaVechuach - Maamar Shem Mem-Bet | - Maaseh Shimshon - Mesilat Yesharim - Migdal Oz - Mishkney Elyon - Peirush Midrash Rabbah - Sefer Daniel - Sefer HaDikduk - Sefer HaHigayon - Sefer HaMalitza - Shivim Tikunim - Tiktu Tephilot - Zohar Kohelet |